# Polyfemos

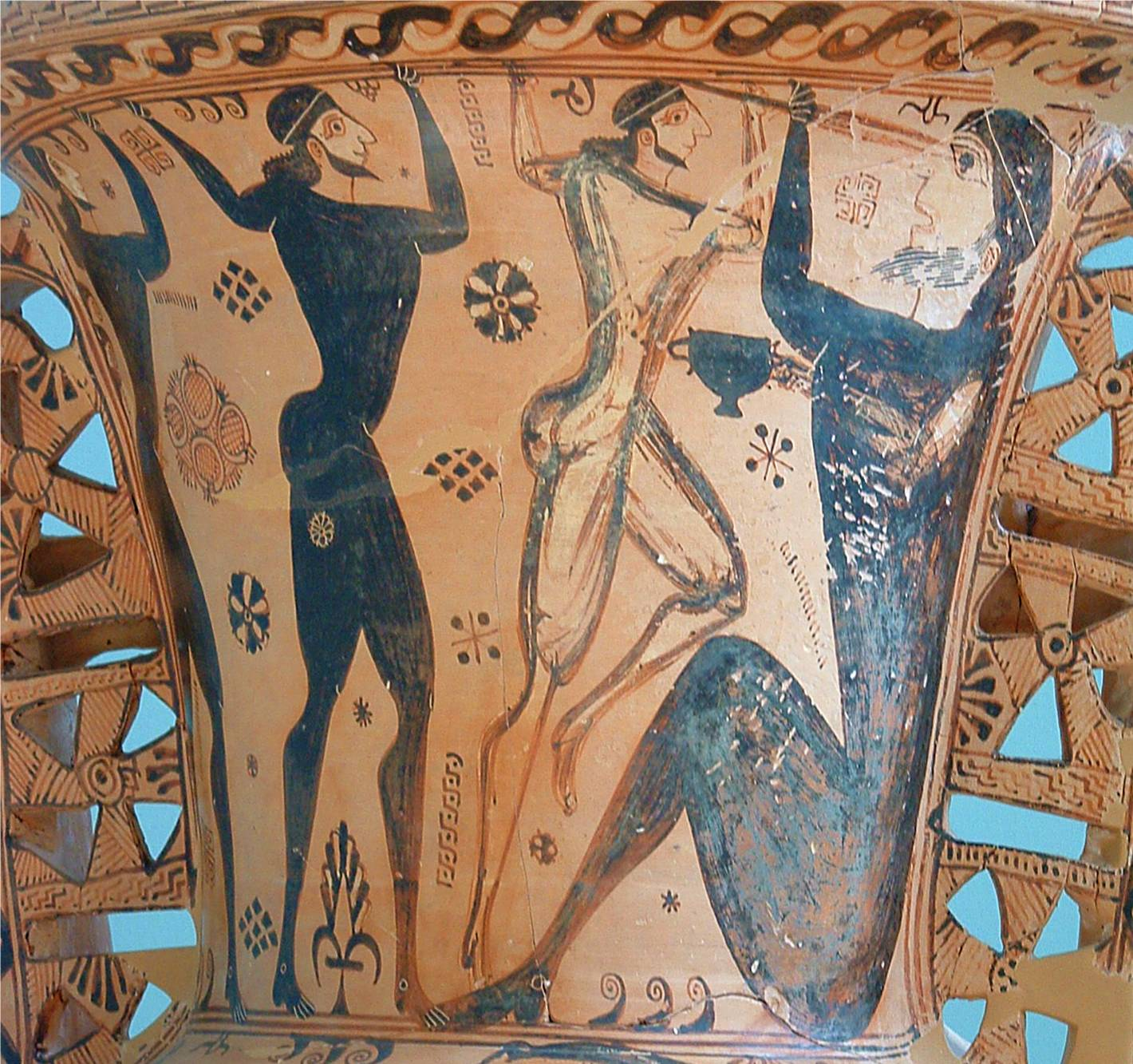
Odysseus och hans män förblindar Polyfemos. Detalj från ”Eleusis-amforan”, cirka 650 f.Kr.

Polyfemos var i den grekiska mytologin en cyklop. Han var son till havsguden Poseidon och havsnymfen Thoosa.
Hjälten Odysseus mötte denna människoätande jätte under sina irrfärder, skildrade i Odysséen. Han lyckas till slut förblinda Polyfemos enda öga med en spetsad påle och fly från den ö där han och hans manskap hållits som fångar. Odysseus lyckas lura Polyfemos med en list. När Polyfemos frågade efter Odysseus namn svarade Odysseus att han hette ”Ingen”. 
När Odysseus och hans mannar förblindat Polyfemos genom att driva pålen i hans enda öga skrek Polyfemos till sina cyklopkamrater ”Ingen har förblindat mig”. Det är inte för inget Odysseus hade det stående epitetet ”Den kvicktänkte”. Odysseus och hans män klängde sig fast under Polyfemos får och tog sig ur grottan hängande under fåren så att cykloperna inte skulle se dem.
Polyfemos förekommer även i andra historier, till exempel den om hans olyckliga kärlek till havsnymfen Galatea.